# Il toro (colonna sonora)
Il Toro è il tredicesimo album musicale di Ivano Fossati uscito nel 1994.

## Descrizione
L'album è la colonna sonora del film omonimo diretto da Carlo Mazzacurati.

## Tracce
Testi e musiche di Ivano Fossati.
1. A testa bassa – 3:08
2. Franco e Loris – 1:56
3. Corinto – 5:45
4. L'addio a Maria – 4:24
5. Klanjek – 1:37
6. Verso la frontiera – 1:27
7. La neve – 4:40
8. Il toro – 3:45
9. Naviganti – 2:15
10. A testa bassa (piano solo) – 2:08

## Musicisti

### Artista
- Ivano Fossati: pianoforte, chitarra classica e voce

### Altri musicisti
- Stefano Melone: tastiere
- Edoardo Lattes: contrabbasso
- Claudio Fossati: batteria e percussioni